# Pontin’s International Open Series 2008/09
Die Pontin’s International Open Series 2008/09 war eine Serie von Amateur-Snookerturnieren zur Qualifikation für die Snooker Main Tour. Nach insgesamt acht Events erhielten die besten acht Spieler der Gesamtwertung eine Startberechtigung.

## Modus
| ausgeschieden in…                  | Punkte |
| ---------------------------------- | ------ |
| Sieger                             | 300    |
| Finale                             | 220    |
| Halbfinale                         | 160    |
| Viertelfinale                      | 110    |
| Achtelfinale                       | 70     |
| Letzte 32                          | 40     |
| Letzte 64                          | 20     |
| davor, aber mind. 1 Spiel gewonnen | 10     |

Die seit 2005 ausgetragene Pontin’s International Open Series sollte Amateuren eine einfache Möglichkeit zur Qualifikation für die Profitour geben. Neben verschiedenen anderen Qualifikationswegen war die PIOS – so die Abkürzung der Turnierserie – dabei als Hauptmöglichkeit gedacht. Die PIOS bestand jährlich aus acht Events, die im Laufe der betreffenden Saison ausgetragen wurden. Die Teilnahme stand prinzipiell jedem Amateurspieler frei, allerdings mussten die Spieler eine gewisse Teilnahmegebühr entrichten. 2008/09 entschieden sich insgesamt 148 Spieler zur Teilnahme, vorrangig aus dem Vereinigten Königreich, teils auch aus anderen Ländern. Über die Teilnahme an den einzelnen Events erhielten die Spieler Punkte, je nachdem, in welcher Runde sie ausschieden. Gleichzeitig gab es auch Preisgelder. So bekam zum Beispiel 2008/09 der jeweilige Sieger der ersten vier Events 3.000 £, für den Gewinn der letzten vier Events gab es sogar jeweils 3.200 £.
Die Punkte waren für die Spieler allerdings viel interessanter, denn mit ihnen wurde am Ende eine Rangliste errechnet. In diese zählten allerdings nur die sieben besten Ergebnisse aus den acht gespielten Events herein. Die besten acht Spieler dieser Gesamtwertung erhielten die Startberechtigung für die Saison 2009/10 der professionellen Snooker Main Tour. Als notwendige Bedingung für die Qualifikation über die PIOS galt die Mitgliedschaft im jeweiligen Nationalverband des Spielers.

## Ergebnisse
Die folgende Tabelle zeigt die Ergebnisse der Events der PIOS 2008/09. Alle Events fanden im sogenannten World Snooker Centre im Pontin’s-Freizeitpark im nordwalisischen Prestatyn statt. Die Freizeitparkkette fungierte auch als namensgebender Sponsor der Turnierserie. Ein erster Tourkalender wurde Mitte 2008 von World Snooker veröffentlicht, im Laufe der Saison verschoben sich dann die Austragungsdaten der späteren Events um wenige Wochen.
| Nr. | Datum                   | Sieger             | Ergebnis | Finalist         |
| --- | ----------------------- | ------------------ | -------- | ---------------- |
| 1   | 23. bis 27. Juni        | Björn Haneveer     | 6:2      | Andrew Atkinson  |
| 2   | 3. bis 8. August        | Xiao Guodong       | 6:5      | Noppadon Sangnil |
| 3   | 25. bis 29. August      | Shokat Ali         | 6:3      | Michael White    |
| 4   | 19. bis 24. Oktober     | Craig Steadman     | 6:1      | Mike Hallett     |
| 5   | 9. bis 14. November     | Chris Norbury      | 6:2      | Alfie Burden     |
| 6   | 27. Februar bis 4. März | Xiao Guodong       | 6:0      | Jack Lisowski    |
| 7   | 25. bis 29. März        | Thepchaiya Un-Nooh | 6:3      | Lee Page         |
| 8   | 5. bis 9. Mai           | Joe Jogia          | 6:5      | Ben Woollaston   |

## Rangliste
Die folgende Tabelle zeigt die Top 16 der PIOS 2008/09 inklusive der qualifizierten Spieler. Obwohl Joe Jogia den ersten Platz der Gesamtwertung belegte und zur Saison 2009/10 auch Profispieler wurde, wird sein Name vom Weltverband unter jenen Spielern genannt, die vom Weltverband eine Wildcard für die Saison bekamen. Der Hintergrund ist, dass Jogia kein Mitglied seines Nationalverbandes war, was aber Bedingung für eine Qualifikation über die PIOS gewesen wäre. Aus diesem Grund rückte Chris Norbury auf Platz 9 der Rangliste nach und qualifizierte sich ebenfalls auf die PIOS. Neben Jogia gab es auch noch weitere Spieler auf der PIOS-Rangliste, die sich für die nächste Profi-Saison über andere Wege qualifizierten: Thepchaiya Un-Nooh (Platz 24) als Amateurweltmeister 2008, Michael White (Platz 35) als Nominierung des walisischen Nationalverbandes, Jimmy Robertson (Platz 38) als erste Nominierung des englischen Verbandes, Tony Drago (Platz 51) als Sieger der EBSA International Play-Off 2009, Zhang Anda (Platz 77) als U21-Asienmeister 2009, Sam Baird (Platz 86) als zweite Nominierung des englischen Verbandes und David Hogan (Platz 89) als Europameister 2009.
Auch auf hinteren, hier nicht aufgeführten Plätze finden sich Namen bekannter Snookerspieler, die davor oder danach Profispieler waren oder anderweitige Aufmerksamkeit bekamen. Die drei deutschen Teilnehmer landeten auf Platz 21 (Patrick Einsle), Platz 103 (Itaro Santos) und Platz 115 (Sascha Lippe).
| Platz | Spieler           | Punkte |
| ----- | ----------------- | ------ |
| 1     | Joe Jogia         | 670    |
| 1     | Xiao Guodong      | 670    |
| 3     | Lee Page          | 640    |
| 4     | Björn Haneveer    | 630    |
| 5     | Stephen Rowlings  | 580    |
| 6     | Ben Woollaston    | 540    |
| 7     | Noppadon Sangnil  | 530    |
| 7     | Craig Steadman    | 530    |
| 9     | Chris Norbury     | 520    |
| 10    | Kurt Maflin       | 500    |
| 10    | Mitchell Mann     | 500    |
| 10    | Alfie Burden      | 500    |
| 13    | Shokat Ali        | 480    |
| 14    | Michael Wild      | 470    |
| 15    | Stuart Carrington | 420    |
| 15    | Leo Fernandez     | 420    |
| 15    | Mike Hallett      | 420    |